# Favartia lindae
Favartia lindae är en snäckart som beskrevs av Edward James Petuch 1987. Favartia lindae ingår i släktet Favartia och familjen purpursnäckor. Inga underarter finns listade i Catalogue of Life.